# Phénix
Pour les articles homonymes, voir Phénix (homonymie).
Le phénix, parfois écrit phœnix ou phoenix (du grec ancien : φοῖνιξ, au sens probable de « rouge sang »), est un oiseau mythique, doté d'une immense longévité et caractérisé par son pouvoir de renaître soit de son propre cadavre, soit des flammes de son bûcher. Il symbolise un cycle de mort et de résurrection. Il est appelé par une périphrase moderne « l'oiseau de feu » (à ne pas confondre cependant avec la créature de la légende slave).
Appartenant à l'antiquité gréco-romaine, le phénix est plus ou moins comparable à des oiseaux fabuleux de la mythologie perse (le Simurgh ou Rokh), chinoise (l'Oiseau vermillon et le Fenghuang), japonaise (le Hōo), amérindienne (l'Oiseau-tonnerre) ou aborigène d'Australie (l'Oiseau Minka).
Selon l'historien grec Hérodote, le phénix est originaire de Basse-Égypte et rattaché au culte du Soleil dans la cité d'Héliopolis, en Égypte, où il était vénéré : il le décrit comme une sorte d'aigle au plumage rouge et or. D'autres auteurs le montrent multicolore, tel le savant romain Pline l'Ancien.

« Il a, dit-on, la taille de l'aigle, un éclatant collier d'or, le reste du corps écarlate, des plumes roses tranchant sur l'azur de sa queue, la gorge décorée de houppes et la tête d'une aigrette. »

Il n'existait qu'un seul phénix à la fois, qui vivait de cinq cents ans à des milliers d'années selon les auteurs.
Il se reproduit lui-même à l'identique : sentant sa fin venir, il construit un nid d'aromates, cannelle, encens et autres, où il se consume. Des cendres, renaît un oisillon. Dans la tradition la plus ancienne (chez Hérodote), il renaît de son cadavre, sans nid ni aromate.

## Étymologie

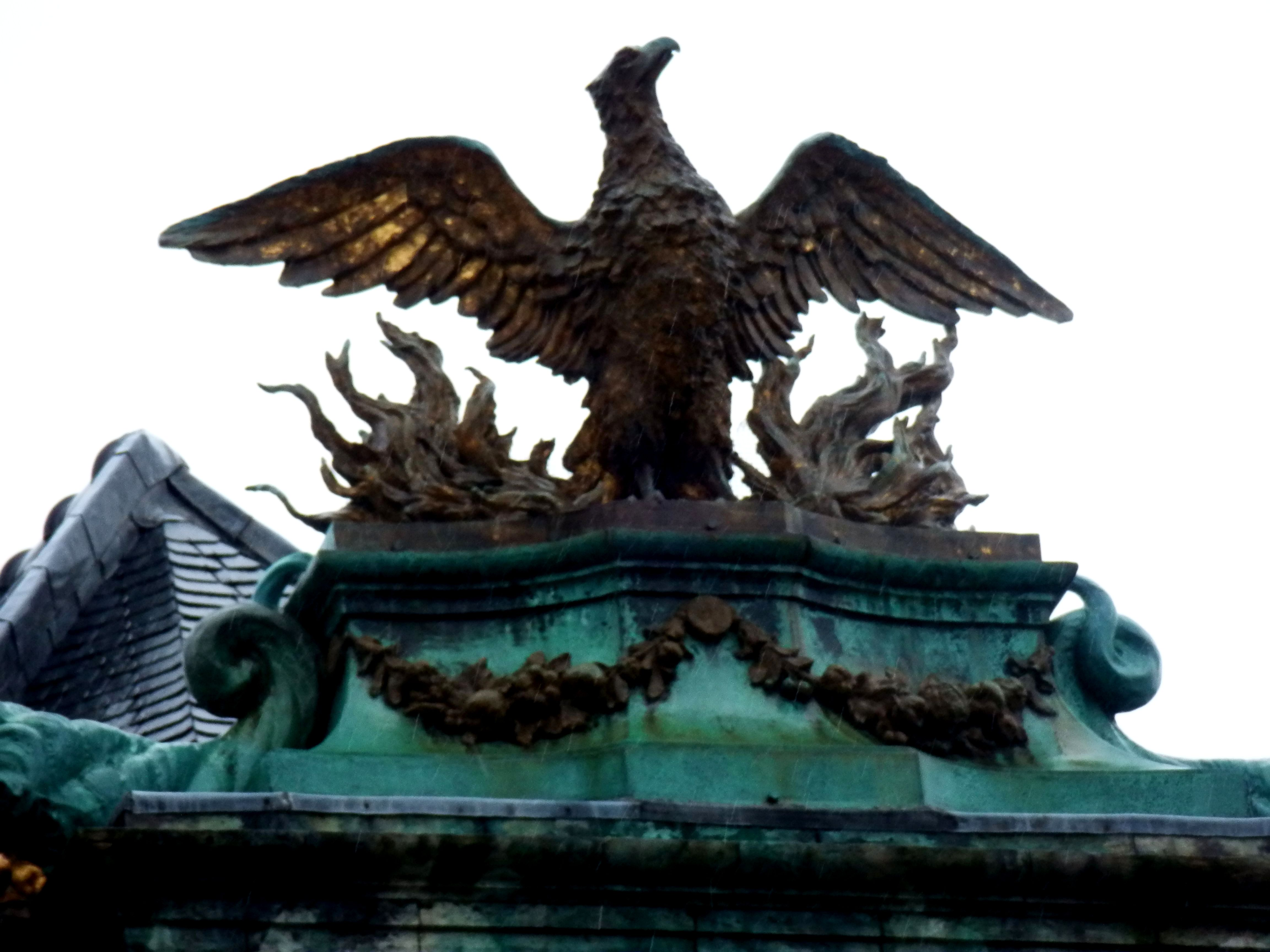
Le phénix surmontant la Maison de la Louve sur la Grand-Place de Bruxelles.

Le terme grec φοῖνιξ / phoînix possède plusieurs sens : il désigne l'oiseau lui-même, mais aussi la couleur rouge, le toponyme et l'ethnonyme « phénicien », et encore phoenix dactylifera, le palmier-dattier. Son étymologie reste discutée : on a proposé une origine égyptienne — le nom du héron sacré bnu (prononcé *boin- ?), adapté en phoînix par le grec — ou une origine sémitique, plus particulièrement phénicienne, ou encore une origine grecque (« rouge sang »). Les Phéniciens étaient les producteurs réputés d'une teinture pourpre fabriquée à partir du coquillage murex, abondant sur les côtes de Méditerranée, et leur pays était fameux pour sa production de dattes.

## Par régions et époques
Dans les Mythes hébraïques
Le phénix est mentionné comme faisant partie des animaux sauvés par Noé et embarqué dans l'arche lors du Déluge. Mais le phénix pour ne pas causer de tracas à Noé qui doit nourrir tous les animaux ne réclame rien. Noé alors le bénit et fait cette prière "Dieu veuille que tu ne meures jamais".

### Grèce antique
La première mention se trouve dans un fragment énigmatique attribué à Hésiode :

« La corneille babillarde vit neuf générations d'hommes florissants de jeunesse ; le cerf vit quatre fois plus que la corneille ; le corbeau vieillit pendant trois âges de cerf ; le phénix vit neuf âges du corbeau et nous vivons dix âges de phénix, nous, Nymphes aux beaux cheveux, filles de Zeus armé de l'égide. »

Hérodote, dans le Livre II d'Histoires (vers 445 av. J.-C), est le premier à donner le nom de phénix à un des oiseaux sacrés de l'Égypte : le benou. Ce héron perché sur la pierre benben ou sur le saule d'Héliopolis, est la manifestation des dieux solaires Rê et Osiris. L'historien grec fournit quelques éléments du mythe :

« On range aussi dans la même classe un autre oiseau qu'on appelle phénix. Je ne l'ai vu qu'en peinture ; on le voit rarement ; et, si l'on en croit les Héliopolitains, il ne se montre dans leur pays que tous les cinq cents ans, lorsque son père vient à mourir. S'il ressemble à son portrait, ses ailes sont en partie dorées et en partie rouges, et il est entièrement conforme à l'aigle quant à la figure et à la description détaillée. On en rapporte une particularité qui me paraît incroyable. Il part, disent les Égyptiens, d'Arabie, se rend au temple du Soleil avec le corps de son père, qu'il porte enveloppé dans de la myrrhe, et lui donne la sépulture dans ce temple. Voici de quelle manière : il fait avec de la myrrhe une masse en forme d'œuf, du poids qu'il se croit capable de porter, la soulève, et essaye si elle n'est pas trop pesante ; ensuite, lorsqu'il a fini ces essais, il creuse cet œuf, y introduit son père, puis il bouche l'ouverture avec de la myrrhe : cet œuf est alors de même poids que lorsque la masse était entière. Lorsqu'il l'a, dis-je, renfermé, il le porte en Égypte dans le temple du Soleil. »

Hérodote, qui pourrait tirer ses informations d'Hécatée de Milet, considère le phénix comme un oiseau réel, et certains détails ne cadrent pas avec les conceptions égyptiennes, telle l'apparition tous les 500 ans. On a suggéré une mauvaise compréhension du symbole : l'historien grec aurait interprété comme une filiation physique la relation entre le bénou et les divinités dont il est le bâ (la manifestation temporaire). On a aussi pensé que ce phénix serait issu du mythe oriental de l'oiseau du soleil, symbolisant la « grande année », c'est-à-dire la durée nécessaire à un cycle équinoxial complet ; son association à la période sothiaque égyptienne serait postérieure, datable de l'empire romain, sous les Antonins.

### Empire romain

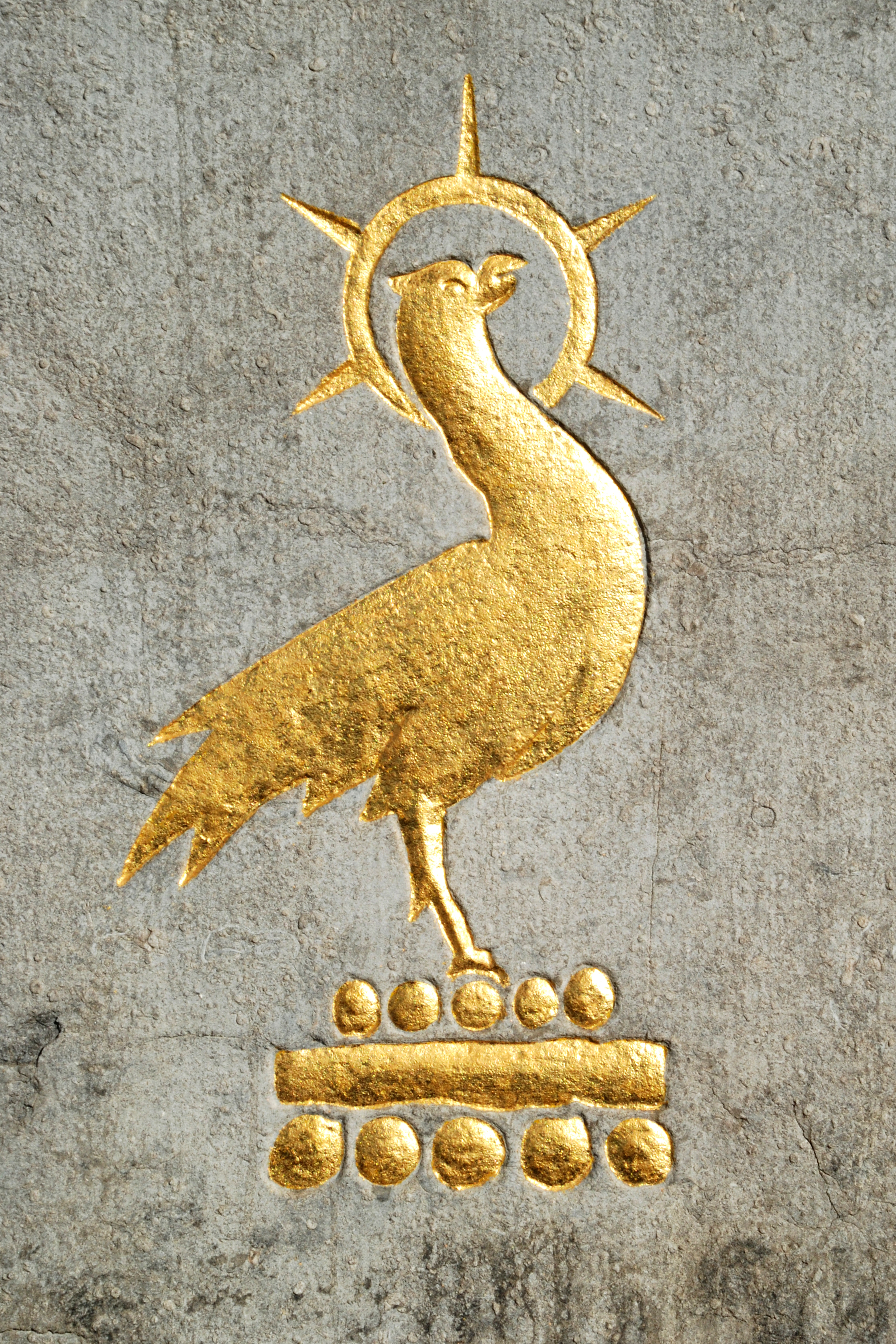
Phénix ornant le mausolée Goblet d'Alviella (Belgique).

Chez Ovide (Les Métamorphoses, 15), chez Pline l'Ancien (Histoire naturelle, passim) et chez Tacite (Annales, 6, 28), le phénix se décompose pour renaître, comme chez Hérodote ; puis, chez Martial (Épigrammes, 5) et Stace (Les Silves, 2, 3 et 5) apparaît le thème du bûcher et de ses épices, sans doute par analogie avec les pratiques funéraires des Romains. L'effigie du phénix comme symbole de l'âge d'or, de la félicité ou du renouvellement des temps, figure ensuite sur les monnaies impériales, de Hadrien à Constantin Ier et ses fils.

« il n’y a qu’un oiseau qui retrouve la vie dans sa mort, et qui se recrée lui-même : les Assyriens le nomment phénix ; il ne vit ni d’herbes ni de fruits, mais des larmes de l’encens et des sucs de l’amome. Après avoir rempli le cours de cinq longs siècles sur la cime tremblante d’un palmier, il construit un nid avec son bec et ses ongles ; il y forme un lit de nard, de cannelle, de myrrhe dorée et de cinnamome, se couche sur ce bûcher, et finit sa vie au milieu des parfums ; alors, de ses cendres renaît, dit-on, un jeune phénix, destiné à vivre le même nombre de siècles. Dès que l’âge lui a donné la force de soutenir un fardeau, il enlève le nid qui fut à la fois son berceau et la tombe de son père ; et, d’une aile rapide, arrive dans la ville du soleil ; il le dépose à la porte sacrée du temple. »

### Culture juive
Le Midrach Rabba, commentaire rabbinique de la Genèse, rapporte que, lorsqu'Adam et Ève mangèrent de l'arbre de la connaissance, tous les animaux mangèrent eux aussi du fruit interdit et ainsi la mort fut décrétée pour tous ; cependant un seul oiseau appelé Khôl (עוף החול) ne mangea pas de ce fruit. Il en fut récompensé par une vie éternelle. Et Rabbi Yanay explique que sa vie se déroule ainsi : il connaît une période de mille ans au terme de laquelle le feu jaillit de son nid et le consume, ne laissant qu'un œuf dont il grandit de nouveau. Il ne se confond pas avec la créature Ziz de la mythologie juive.

### Culture chrétienne

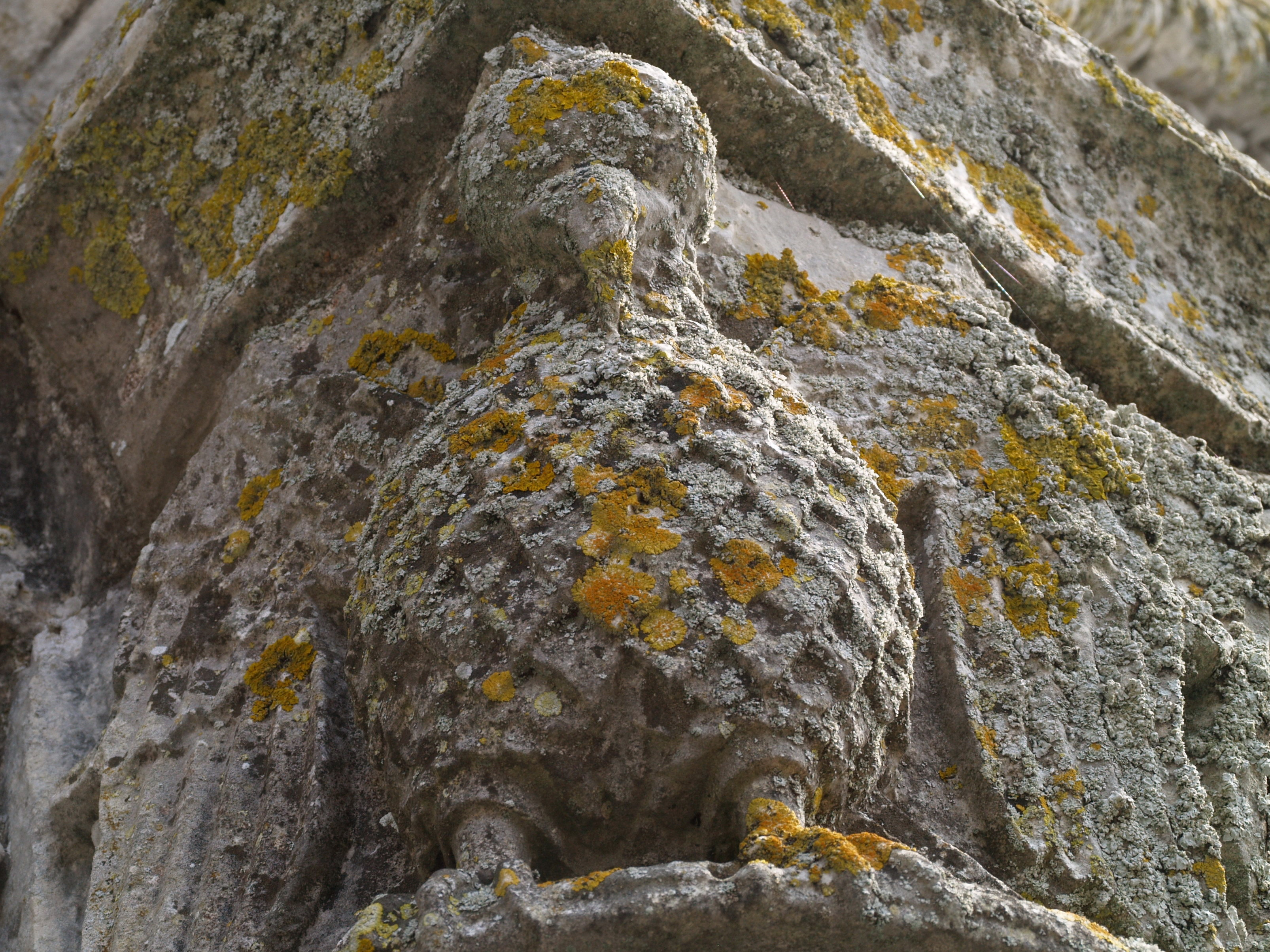
Phénix ornant un chapiteau, Abbaye aux Dames, Saintes, XIIe siècle.

Au Ier siècle, Clément de Rome, troisième évêque de Rome après saint Pierre, parle de cet oiseau au chapitre XXV de la première des Épîtres aux Corinthiens qui lui sont attribuées. Le phénix y devient le symbole de la résurrection du Christ, à une époque où il est sur le point de devenir aussi un emblème de l'Empire romain. L'interprétation chrétienne s'est largement inspirée du mythe païen où le phénix renvoie à un cycle astrologique immanent, à l'inverse de la transcendance et du temps linéaire chrétiens.
Le Physiologos, bestiaire anonyme chrétien du IIe ou IVe siècle livrant des interprétations moralisatrices sur les animaux qu'il décrit, voit lui aussi en la résurrection du phénix un exemple naturel de la possibilité de celle du Christ.

Au XIIIe siècle, Brunetto Latini, dans le premier livre de son Li livres dou Tresor (de), consacre une rubrique de son bestiaire au phénix, reprenant ce qu'en disaient ici et là les auteurs antiques :
— Brunetto Latini, traduction par Gabriel Bianciotto, Le Livre du Trésor, livre I, CLXIII, lire en ligne, en ancien français.

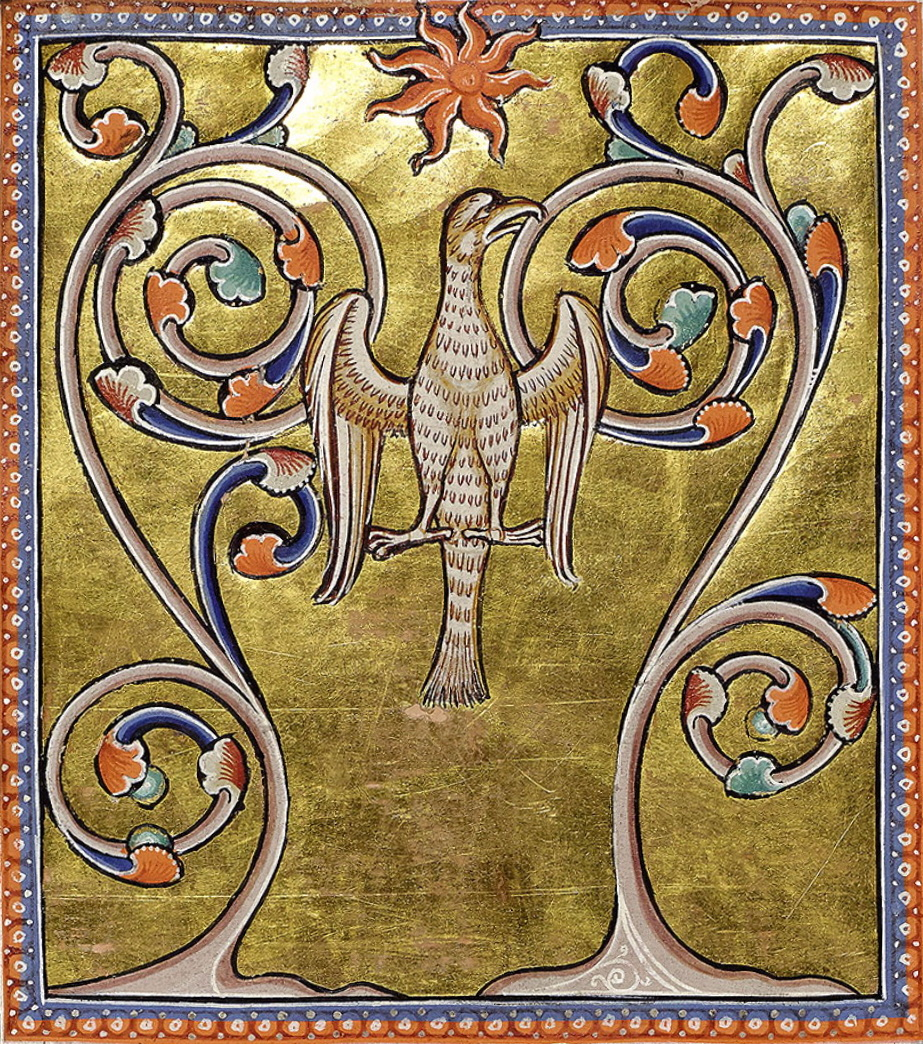
Phénix renaissant de ses cendres, enluminure du Bestiaire d'Aberdeen.

Jean de Mandeville décrit l'Égypte dans son Livre des merveilles du monde (1357) et, notamment, la ville d'Héliopolis, ce qui lui permet d'évoquer le phénix :

« La ville d'Héliopolis, c'est-à-dire la ville du Soleil, possède un temple rond, d'après la forme du temple de Jérusalem. Sur l'autel de ce temple vient se brûler le phénix tous les cinq cents ans. Et au bout de ce temps, les prêtres dressent honnêtement leur autel, et y mettent des épices, du soufre vif et d'autres choses qui brûlent légèrement ; puis l'oiseau phénix arrive et se brûle en cendres. Le premier jour suivant, les hommes trouvent dans les cendres un ver. Le deuxième jour, les hommes trouvent un oiseau rapide et parfait. Et le troisième, l'animal s'enfuit. Il n'y a qu'un seul oiseau de cette espèce dans le monde entier, qui vit depuis si longtemps et c'est vraiment un grand miracle de Dieu. L'auteur ajoute que les hommes peuvent très bien comparer cet oiseau à Dieu, parce qu'il n'y a qu'un seul Dieu et que le Seigneur est ressuscité le troisième jour. Cet oiseau que les hommes voient souvent voler dans ces pays-là. Il n'est pas plus grand qu'un aigle. Il a une crête de plumes sur la tête plus grande que n'a le paon, son cou est jaune, son bec bleu comme, ses ailes pourpre et sa queue est barrée transversalement de vert, de jaune et de rouge. C'est un oiseau très beau à regarder, à contre-jour, car il brille pleinement et noblement. »

## Point de vue ornithologique
Georges Cuvier (1769-1832) voyait en lui le faisan doré (Chrysolophus pictus). Le phénix a également été identifié avec l'oiseau de paradis et le flamant rose.
Carl von Linné, dans sa classification des êtres vivants, évoque les créatures mythologiques telles que le troglodyte, le satyre, l'hydre, le phénix (Amoenitates academicae, 1763). Il dit de ce dernier : « Espèce d'oiseau dont il n'existe qu'un seul individu au monde, et qui, quand il est décrépit, renaît rajeuni, selon la légende, d'un bûcher de plantes aromatiques, pour revivre les temps heureux d'autrefois. »

## Dans les arts et la culture

### Héraldique

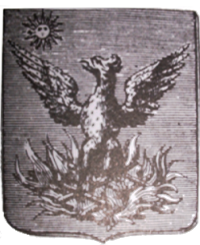
Phénix en héraldique, armes des Maurocordato et des Malet de Lussart.

Le phénix, figure héraldique imaginaire, est un oiseau sur un bûcher en flammes. Il ressemble beaucoup à l'aigle héraldique et il est même parfois défini comme une de ses variantes. Il est représenté de face, tête de profil, ailes étendues, sur son bûcher, appelé « immortalité ». Ci-contre les armes des Malet de Lussart : « d'azur à un phénix sur son immortalité, regardant le soleil, le tout d'or », qui illustre bien la parenté avec l'aigle, réputé seul capable de regarder le soleil en face dans la mythologie grecque.
Un autre exemple du phénix est le blason de la commune de Sermaize-les-Bains.
Le Fénix figure également sur le blason de la naçào, la nation portugaise juive à Amsterdam, qui avait dû fuir l'Inquisition espagnole, puis portugaise, en y « laissant des plumes », pour se réfugier sur les terres plus tolérantes des Provinces-Unies, dès le XVe siècle.
Le phénix est aussi l'emblème de villes américaines, comme San Francisco en Californie, ou Atlanta en Géorgie, qui ont été détruites par les flammes au cours de leur histoire.
L'Université de Caen-Normandie, en France, a choisi le Phénix comme emblème pour sa rentrée universitaire de 1944, dans une ville réduite en ruines, lors de la Bataille de Caen, opposant l'armée allemande aux forces alliées du Débarquement de Normandie en juin/juillet 1944.

### Littérature

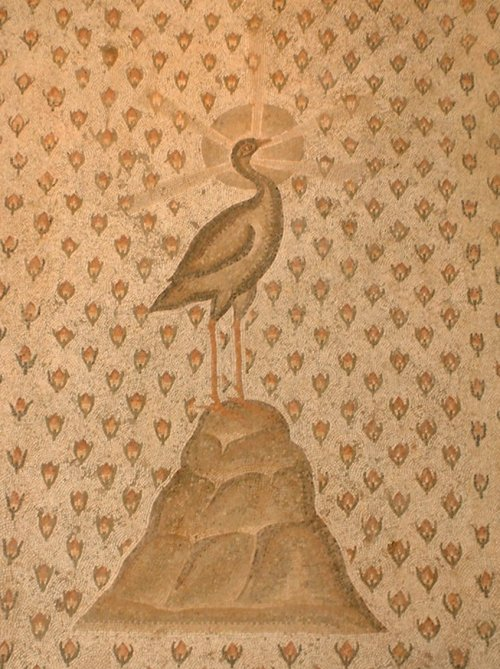
Semis de roses et phénix. Mosaïque de pavement romaine trouvée à Daphnée (actuelle Turquie). Ve siècle. Musée du Louvre.

De nombreux auteurs anciens en parlent à des époques et dans des genres divers, d'Hésiode et Hérodote pour les Grecs, aux Romains, dont Pline l'Ancien et Tacite (voir supra). Deux grands poèmes latins lui sont consacrés, l'un chrétien, l'autre païen : le Carmen de ave phœnice, attribué à Lactance (qui vécut de 250 à 325), puis le Phoenix de Claudien au siècle suivant (l'oiseau est présent aussi dans plusieurs autres de ses oeuvres).
Dante Alighieri évoque le phénix au chant XXIV de l'Enfer (1304-1307 au plus tôt), première partie de sa Divine Comédie.
À la Renaissance, Guillaume Du Bartas lui consacre un long développement dans le Cinquième Jour de La Sepmaine ou la Création du monde (v. 551-598) :

« Le celeste Phœnix commença son ouvrage

Par le Phœnix terrestre, ornant d'un tel plumage

Ses membres revivans que l'annuel flambeau

De Cairan jusqu'en Fez ne void rien de plus beau. »

Puis Rabelais le mentionne dans Le Cinquième Livre (V, 29, Comment nous visitasmes le pays de Satin), publié en 1564 :

« J’y vy quatorze Phœnix. J’avois leu en divers autheurs qui n’en estoit qu’un en tout le monde, pour un age ; mais, selon mon petit jugement, ceux qui en ont escrit n’en veirent onques ailleurs qu’au pays de tapisserie, voire fut-ce Lactance Firmian. »

Au XVIIIe siècle, le phénix alimente l'imaginaire de plusieurs auteurs de récits fantastiques ou merveilleux, par exemple Voltaire dans le conte philosophique de La Princesse de Babylone : un phénix âgé de 26.900 ans explique à l'héroïne qu'il naquit à l'époque où tous les animaux pouvaient parler et converser en paix avec les hommes ; plus tard, mourant, il lui demande de porter ses cendres en Arabie heureuse et de lui préparer un bûcher, pour qu'il puisse renaître.
- Dans Le Livre des êtres imaginaires (1957), l'écrivain argentin Jorge Luis Borges consacre une entrée au phénix, listant les évocations de cet animal dans différentes œuvres à travers les siècles. Il en dédie une autre au phénix chinois.

- J. K. Rowling, dans son best-seller Harry Potter (1997 – 2007), fait d'un phénix nommé Fumseck le compagnon du professeur Dumbledore. Une plume de cet animal a servi à la fabrication des baguettes de Harry et Voldemort, son rival. L'Ordre du Phénix (titre du tome 5) tire ses origines de distinctions honorifiques en Allemagne et en Grèce.

Dans les productions asiatiques contemporaines notamment japonaises, la figure du phénix est massivement hybridée avec celle du fenghuang et de l'oiseau vermillon, au point où des éléments présents chez des deux oiseaux asiatiques en sont devenus des motifs de l'oiseau européen. Le phénix devient alors un oiseau doté d'une queue semblable à celle d'un paon héritée de fenghuang, capable de voler haut dans le ciel atteignant quasiment l'espace, devenant un symbole de liberté. En Asie, le phénix s'écrit avec les caractères 不死鳥 (Bùsǐniǎo en chinois et Fushichō en japonais) signifiant « oiseau immortel ». En japonais, il emprunte parfois la dénomination occidentale de Fenikkusu (フェニックス) ou bien est désigné par le terme de hi no tori (火の鳥 ; « oiseau de feu »).
- Le phénix apparaît dans le manga d'Osamu Tezuka Phénix, l'oiseau de feu (1968 - 1988), où il est décrit comme un oiseau capable de voler dans l'espace.
- Dans la licence cross-média Pokémon, le phénix est représenté par deux espèces de Pokémon : Sulfura, un Pokémon légendaire représenté par oiseau aux plumes enflammées, symbole de la belle saison, vivant dans les volcans et reprenant des forces en prenant des bains de lave. Et Ho-oh, un oiseau brillant des sept couleurs de l'arc-en-ciel, capable de ressusciter les morts grâce à des flammes sacrées.